# 2 رمضان
- السبت
- الأحد
- الاثنين
- الثلاثاء
- الأربعاء
- الخميس
- الجمعة

- 11 مارس 2025
- 22 مارس 2025
- 33 مارس 2025
- 44 مارس 2025
- 55 مارس 2025
- 66 مارس 2025
- 77 مارس 2025
- 88 مارس 2025
- 99 مارس 2025
- 1010 مارس 2025
- 1111 مارس 2025
- 1212 مارس 2025
- 1313 مارس 2025
- 1414 مارس 2025
- 1515 مارس 2025
- 1616 مارس 2025
- 1717 مارس 2025
- 1818 مارس 2025
- 1919 مارس 2025
- 2020 مارس 2025
- 2121 مارس 2025
- 2222 مارس 2025
- 2323 مارس 2025
- 2424 مارس 2025
- 2525 مارس 2025
- 2626 مارس 2025
- 2727 مارس 2025
- 2828 مارس 2025
- 2929 مارس 2025
- 130 مارس 2025
- 231 مارس 2025
- 31 أبريل 2025
- 42 أبريل 2025
- 53 أبريل 2025
- 64 أبريل 2025

2 رمضان أو 2 رمضان المُبارك أو يوم 2 \ 9 (اليوم الثاني من الشهر التاسع) هو اليوم الثامن والثلاثون بعد المائتين (238) من أيَّام السنة (أو التاسع والثلاثون بعد المائتين لو كان شهر شعبان مُتممًا لليوم الثلاثين أو الأربعون بعد المائتين لو أتم كلاً من صفر وربيع الآخر وجمادى الآخرة وشعبان ثلاثين يوماً) وفق التقويم الهجري القمري (العربي). يبقى بعده 116 أو 117 يومًا لانتهاء السنة.

## أحداث
- 65 هـ - تولي عبد الملك بن مروان الخلافة الأموية.
- 51 هـ - الشروع في تخطيط مدينة القيروان في إفريقية لتكون قاعدة انطلاق الجهاد والفتوحات إلى بلاد المغرب.
- 82 هـ - المسلمون بقيادة حسان بن النعمان يتمكنون من إلحاق الهزيمة بالكاهنة البربرية ديهيا وقتلها في إقليم الأوراس، بعد انضمام 12000 من جنودها إلى جيش المسلمين واعتناقهم للدين الجديد.
- 114 هـ - استمرار اشتعال معركة بلاط الشهداء بين المسلمين بقيادة «عبد الرحمن الغافقي» والفرنجة بقيادة «شارل مارتل»، وجرت أحداثها في فرنسا، اشتعلت المعركة مدة عشرة أيام من أواخر شعبان حتى أوائل شهر رمضان، ولم تنتهِ المعركة بانتصارِ أحد الفريقين، لكنَّ المسلمين انسحبوا بالليل وتركوا ساحة القتال.
- 702 هـ - نشوب معركة شقحب جنوب دمشق بين المسلمين بقيادة السلطان الناصر محمد بن قلاوون، ومغول فارس بقيادة قتلغ شاه نويان وانتهت بانتصار المسلمين والقضاء على طموحات الإلخان محمود غازان في السيطرة على الشام والتوسع في العالم الإسلامي.
- 996 هـ - الجيش البولوني المعزز بوحدات الصاعقة العثمانية يهزم الجيش الألماني في معركة كارفو، ويأسر الأرشيدق الألماني جون سيجسموند. ويرجع سبب هذه المعركة إلى رغبة الألمان في السيطرة على العرش البولوني الذي كان تابعًا للدولة العثمانية.
- 1239 هـ - المسلمون تحت راية المماليك يستولون على جزيرة إقريطش (كريت).
- 1264 هـ - الجيش العثماني يدخل رومانيا، وقد ردَّت روسيا على هذه الخطوة من الدولة العثمانية باحتلال مولدوفا، وذلك في إطار التنافس بين الدولتين في منطقة البلقان في أوروبا.
- 1369 هـ - توقيع «معاهدة الدفاع المشترك» بين الدول الأعضاء في جامعة الدول العربية، وتتضمن المعاهدة بنودًا تتعلق بفضّ المنازعات بين الدول الأعضاء بالطرق السلمية، وبنودًا تتعلق بمواجهة أي عدوان مسلح ضد الدول الأعضاء، إلا أن هذه المعاهدة لم تدخل حيز التطبيق منذ توقيعها.
- 1384 هـ - إسرائيل تعلن إن عدد يهود الفلاشا المهاجرين إليها هو 250 ألف شخص.
- 1402 هـ - اتحاد الجمعيات الطلابية الإسلامية في بريطانيا يعقد مؤتمره التاسع عشر تحت شعار «التربية كوسيلة لإعداد الدعاة».
- 1435 هـ - الدولة الإسلامية في العراق والشام تعلن قيام الخلافة الاسلامية في الأراضي التي تسيطر عليها في سوريا والعراق تحت اسم الدولة الاسلامية وتعين أبو بكر البغدادي خليفة فيها.
- 1437 هـ - مقتل 11 شخصاً على الأقل وإصابة 36 آخرين في تفجير حافلة للشرطة التركية في إسطنبول.
- 1446 هـ - فوز فيلم «لا أرض أخرى» من إخراج باسل عدرا بجائزة أفضل فيلم وثائقي في حفل توزيع جوائز الأوسكار السابع والتسعين.

## مواليد
- 1294 هـ - أحمد الهيبة، فقيه ومجاهد مغربي.
- 1348 هـ - يوسف عوف، كاتب مصري.
- 1364 هـ - فهد الأحمد الجابر الصباح، أحد أبرز الشخصيات الرياضية في دول الخليج وآسيا.
- 1370 هـ - نعيمة إلياس، ممثلة مغربية.
- 1376 هـ - سوسن بدر، ممثلة مصرية.
- 1380 هـ - أندريه كاراطائف، عالم اجتماع واقتصادي ومؤرخ روسي.
- 1397 هـ - تامر حسني، مطرب وممثل مصري.

## وفيات
- 251 هـ - أبو الحسن السري السقطي البغدادي، عالم مسلم ومن أعلام التصوف السني في القرن الثالث الهجري.
- 413 هـ - الشيخ المفيد، عالم ومحدث شيعي إمامي.
- 1433 هـ - هشام الاختيار، سياسي سوري.
- 1435 هـ - حسن توفيق، شاعر مصري.
- 1439 هـ - إياد فتيح خليفة الراوي، قائد الحرس الجمهوري العراقي وجيش القدس في عهد صدام حسين.

## وصلات خارجية
- حدث في يوم 2 رمضان - موقع إذاعة صوت الأقصى - 2015
- موقع قصة الإسلام: حدث في شهر رمضان.